# دوست‌پسرها (فیلم)
«دوست‌پسرها» (انگلیسی: Boyfriends) فیلمی مستقل و محصول سال ۱۹۹۶ میلادی کشور بریتانیا است.